# Holsterhausen
Holsterhausen è un quartiere (Stadtteil) della città tedesca di Herne.